# Xã Como, Quận New Madrid, Missouri
Xã Como (tiếng Anh: Como Township) là một xã thuộc quận New Madrid, tiểu bang Missouri, Hoa Kỳ. Năm 2010, dân số của xã này là 1.674 người.